# Рум'янцева Алевтина Олексіївна
Алевтина Олексіївна Рум'янцева (нар. 29 вересня 1929, Москва, Російська РФСР, СРСР — пом. 24 липня 2011, Москва, Росія) — радянська і російська кіноактриса.

## Біографія
Батько, Олексій Олександрович Рум'янцев, працював на фабриці «Червоний трудівник» (нині Московський завод вимірювальної апаратури), а у вільний час грав у народному театрі. Під час німецько-радянської війни був замполітом, загинув під Єльнею (нині — в Смоленській області Росії). Мати Анна Гнатівна була медсестрою і також брала участь в театрі при фабриці. У Рум'янцевої було дві сестри: Зоя і Світлана, обидві згодом стали хіміками. Зоя Олексіївна працювала завідуючою кафедрою неорганічної хімії МДУ.
З сьомого класу Алевтина почала відвідувати драматтичну студію при Будинку піонерів, якою керувала Е. Я. Веселовська. У 1949 році Алевтина вступила до ВДІКу на акторський факультет (курс Сергія Герасимова та Тамари Макарової). Ще навчаючись в інституті, почала зніматися в кіно. Закінчила ВДІК в 1953 році і вступила до Театру-студії кіноактора.
Серед помітних ролей актриси: Наталя («Євдокія»), Ніна («Три тополі на Плющисі»), мама Ніни Соломатіної («Карнавал»), Тася («Справа Румянцева»), Катя («Чужа рідня»), Маруся, дочка доглядача («Воскресіння»), Зіна («Грішниця»), прачка («Викликаємо вогонь на себе»), Варя Маркіна («На завтрашній вулиці»), Мотрона («Тіні зникають опівдні»), Віра Григорівна («День весілля доведеться уточнити»). Головним чином, Алевтина Рум'янцева виконувала невеликі ролі звичайних сільських жінок, вчителів, медсестер. З 1960 року вона багато співпрацювала з режисером Тетяною Ліозновою, у фільмах якої Рум'янцева зіграла свої найкращі ролі.
У 1990 році актриса вийшла на пенсію і довго не знімалася. Лише на початку 2000-х, з настанням епохи серіалів, вона знову кілька разів з'явилася в телевізійних фільмах.
Померла на 82-му році життя 24 липня 2011 року. Похована на Хованському кладовищі Москви.

### Родина
Чоловік — Наум Іхільйовіч Клейман, кінознавець, директор Музею кіно ; донька — Віра Рум'янцева, закінчила МДПІІЯ імені Моріса Тореза (нині Московський державний лінгвістичний університет), працює перекладачкою.

## Фільмографія
1. 1951 — Сільський лікар —  медсестра  (немає в титрах)
2. 1953 — Сеанс гіпнозу —  глядачка
3. 1954 — Вірні друзі —  Марина, дівчина на баржі  (немає в титрах)
4. 1954 — Переполох —  Ліза
5. 1955 — Справа Румянцева —  Тася
6. 1955 — Чужа рідня —  Катя
7. 1957 — Поєдинок —  повія
8. 1957 — Летять журавлі —  дівчина  (немає в титрах)
9. 1957 — Ходіння по муках, фільм 1-й «Сестри» —  дівчина  (немає в титрах)
10. 1958 — Справа «строкатих» —  епізод  (немає в титрах)
11. 1958 — Добровольці —  робоча  (немає в титрах)
12. 1958 — Хто винен? —  епізод
13. 1959 — Аннушка —  колгоспниця
14. 1959 — Балада про солдата —  дівчина з відром на станції  (немає в титрах)
15. 1959 — Ванька —  Ольга Гнатівна, пані
16. 1959 — Все починається з дороги —  робоча  (немає в титрах)
17. 1959 — Дівчинка шукає батька —  медсестра
18. 1959 — Муму —  прачка  (в титрах: А. Румянова)
19. 1960 —  1961 — Воскресіння —  Маруся  (немає в титрах)
20. 1961 — Євдокія —  Наташа
21. 1962 — Вступ —  сільська мешканка  (в титрах: Л.Румянцева)
22. 1962 — Грішниця —  Зіна
23. 1962 — Капронові сіті —  мати Севки
24. 1962 — Хід конем —  медсестра в районній лікарні  (немає в титрах)
25. 1963 — Сліпий птах —  Настенька  (немає в титрах)
26. 1963 — Я крокую по Москві —  чергова в метро
27. 1964 — Викликаємо вогонь на себе —  прачка
28. 1965 — Здрастуй, це я! —  покоївка в готелі  (немає в титрах)
29. 1965 — На завтрашній вулиці —  Варя Маркіна
30. 1965 — Тридцять три —  асистентка
31. 1966 — Крила —  екскурсовод в музеї  (немає в титрах)
32. 1967 — Журналіст —  Клава, подруга Шури
33. 1967 — Майор Вихор —  офіціантка
34. 1967 — Вони живуть поруч —  мама хлопчика
35. 1967 — Шлях до «Сатурна» —  епізод
36. 1967 — Три тополі на Плющисі —  Ніна
37. 1968 — Сім старих та одна дівчина —  відвідувачка кімнати сміху  (немає в титрах)
38. 1968 — Люди, як річки —  листоноша
39. 1968 — Чоловіча розмова —  Пантюхіна Олена Петрівна, мати Юри
40. 1969 — Тільки три ночі —  селянка  (немає в титрах)
41. 1969 — Про Клаву Іванову —  працівниця  (немає в титрах)
42. 1969 — Золото —  епізод
43. 1970 — Карусель —  дама  (немає в титрах)
44. 1970 — Срібні труби —  вчителька Ніна Іванівна
45. 1971 — Хвилина мовчання —  Міхєєва  (немає в титрах)
46. 1971 — Прийшов солдат з фронту —  жінка з дитиною, дружина Петі Папаніна
47. 1971 — Тіні зникають опівдні —  Мотря
48. 1972 — Руслан і Людмила —  бояриня  (немає в титрах)
49. 1973 — Великі голодранці —  баба
50. 1974 — Злива —  епізод
51. 1974 —  1977 — Вічний поклик —  Мотря, дружина Панкрата Назарова  (1, 4, 6, 7, 13 серії)
52. 1975 — Городяни —  дама в хустці
53. 1976 — Борги наші — попутниця
54. 1977 — Журавель в небі... —  дружина Єгора Єгоровича
55. 1977 — Особистої безпеки не гарантую —  Галя, нянечка в лікарні
56. 1978 — Близька далина —  Любов, мати Поліни
57. 1978 — Вітер мандрів —  Алевтина
58. 1979 — День весілля доведеться уточнити —  Віра Григорівна Шитова
59. 1980 — Одного разу двадцять років по тому —  вчителька
60. 1980 — Срібні озера —  епізод
61. 1981 — Карнавал —  мати Ніни
62. 1981 — Відпустка за свій кошт —  співробітниця міністерства
63. 1981 — Факти минулого дня —  санітарка
64. 1982 — Відкрите серце —  мама Славіка
65. 1982 — Гарно жити не заборониш —  начальниця
66. 1982 — Побачення з молодістю —  працівниця телеграфу
67. 1983 — Приступити до ліквідації —  Олена Микитівна, тітка Зої  (немає в титрах)
68. 1983 — Ранок без оцінок —  мати Люди
69. 1984 — І повториться все... —  епізод
70. 1984 — Смуга перешкод —  офіціантка
71. 1984 — ТАРС уповноважений заявити... —  понята  (немає в титрах)
72. 1984 — Я за тебе відповідаю —  епізод
73. 1985 — Тарас Шевченко. Заповіт —  дружина солдата  (немає в титрах)
74. 1985 — Незручна людина —  тітка з грибами
75. 1986 — Голова Горгони —  дружина козака Єгора
76. 1986 — Я зробив все, що міг —  Фрося
77. 1988 — Аеліто, не приставай до чоловіків —  працівниця фабрики
78. 1991 — Сімнадцять лівих чобіт / За що? —  подруга Марії
79. 1992 —  2006 — Тихий Дон (Велика Британія, Італія, Росія) —  мати Наталії Коршунової
80. 2000 — Редакція —  сусідка Олени
81. 2002 — Росіяни в місті ангелів —  працівниця дитячого будинку
82. 2003 — Тоталізатор —  епізод
83. 2004 — Ніжне чудовисько —  бухгалтер
84. 2006 — Кінець світу —  епізод